# Charitable Incorporated Organisation
Eine Charitable Incorporated Organisation (CIO) ist eine spezifisch im Vereinigten Königreich vorkommende Rechtsform von gemeinnützigen Organisationen. Der Status einer CIO wird durch die Charity Commission auf Antrag verliehen.
Der wichtigste Vorteil für eine CIO ist die damit verbundene Rechtspersönlichkeit, also die Fähigkeit
- Verträge im Namen der Organisation einzugehen
- Besitz zu verwalten (statt im Namen der Treuhänder) und
- für Mitglieder der Organisation, die nur noch beschränkt für ihre Handlungen im Namen der Organisation haftbar zu machen sind.

Ursprünglich waren solche Rechte auf Limited Companies beschränkt und viele Charities formten Private company limited by guarantee. Dadurch wurde es für die Organisationen notwendig, sich gleichzeitig bei Charity Commission und dem Companies House anzumelden, die beide unterschiedliche Anforderungen an die Organisation haben. Im Unterschied dazu muss eine CIO nur gegenüber der Charity Commission for England and Wales bzw. dem Office of the Scottish Charity Regulator Rechenschaft ablegen. Damit soll die Bürokratie für Stiftungen reduziert werden. Kleinere CIOs können sogar mit einer Einnahmenüberschussrechnung abrechnen.
Nachteilig kann für die Charities sein, dass sie anders als andere Formen von gemeinnützigen Unternehmen kein öffentliches Register von Pfandrechten gibt, und sich damit die Organisation von Finanzen schwieriger gestalten könnte. Die Mehrheit der Charities in Großbritannien einschließlich der zuvor üblichen Gesellschaftsformen können in eine CIO überführt werden. Der umgekehrte Fall, also die Umfirmierung einer CIO in eine „normale“ Gesellschaftsform ist nicht vorgesehen.

## Anforderungen an eine „Charity“
Die Anforderungen an eine Charity werden im ersten Absatz des Gesetzes definiert als „Organisationen, die einen charitable purpose (wohltätigen Zweck) haben“. Diese Zwecke werden im dritten Absatz als gegeben betrachtet, wenn seine Beschreibung einem der folgenden Fälle zuzurechnen ist:
(a) Verhütung oder Erleichterung von Armut
(b) Die Förderung von Bildung
(c) Die Förderung von Religion
(d) Die Förderung von Gesundheit und dem Retten von Leben
(e) Die Förderung von Bürgerschaft und Gemeindeentwicklung
(f) Die Förderung der Künste, Kultur, des Erbes oder der Wissenschaft
(g) Die Förderung des Amateursports
(h) Die Förderung der Menschenrechte, Konfliktlösung oder Versöhnung oder der Förderung von religiöser oder rassischer Harmonie oder Gleichberechtigung und Diversität.
(i) Die Förderung des Umweltschutzes oder der Verbesserung der Umwelt
(j) Verbesserung der Bedürftigen aufgrund ihrer Jugend, Alter, schlechten Gesundheitszustands, Behinderung, finanzieller Belastungen oder anderer Nachteile.
(k) Die Förderung des Tierwohls
(l) Die Förderung der Effizienz der Streitkräfte der Krone oder der Polizei, der Feuerwehren, Rettungsdienste und Ambulanzen.
(m) Irgend einen anderen Zweck,
(i) welcher nicht in den Absätzen (a) bis (l) aufgeführt ist, aber gemäß Abschnitt 5 als wohltätig (charitable) betrachtet wird oder nach einem älteren Gesetz so definiert ist.
(ii) welcher vernünftigerweise als analog zu oder im Geiste von den unter Abschnitt (a) bis (l) oder unter Unterabschnitt (i) aufgeführten Zwecke erfüllt oder
(iii) welcher vernünftigerweise als analog zu oder im Geiste von Zwecken betrachtet werden kann, die unter dem Gesetz zu wohltätigen Organisationen in England und Wales als innerhalb der unter Abschnitt (II) genannten Punkte betrachtet werden kann.

## Geschichte
Den Status einer CIO konnte eine Organisation zuerst in Schottland erhalten, ab dem April 2011 als Scottish Charitable Incorporated Organization (SCIO). In England und Wales wurde die Möglichkeit ab dem 4. März 2013 eröffnet.
Die CIO selbst war schon 1992 von Judy Weleminsky vom National Council for Voluntary Organisations (NCVO) vorgeschlagen worden und fand bei Lindsay Driscoll eine Befürworterin. 2000 wurde ein Beratungsgremium für die Charity Commission eingesetzt, die eine neue Rechtsform für Charities vorschlug. 2001 folgte die Review Steering Group des Department of Trade and Industry und unterstützte den Vorschlag einer Charitable Incorporated Organisation mit einer separaten Verwaltung, da das Gesellschaftsrecht für kommerzielle Unternehmen vorgesehen ist, mit Anforderungen an Corporate Governance und vorwiegend finanziellen Absichten der Gesellschafter. Die gesetzlichen Grundlagen wurden in 2004 geschaffen. Das vollständige Gesetz wurde 2006 verabschiedet.
Die Charity Commission eröffnete aufgrund der Gesetzesgrundlage Konsultationen, deckte viele Probleme auf und schlug Verbesserungen vor. Das schottische OSCR begann im April 2011 mit der Zulassung von Scottish Charitable Incorporated Organisations (SCIO), Rund ein Fünftel der in dieser Zeit regisgtrierten Organisationen wurden als SCIO gegründet.  Um die Arbeitslast der Behörde zu reduzieren durften bestehende Charities ihre Rechtsform erst ab 2012 in SCIO's umwandeln. Auch die Einführung in England und Wales fand in Phasen ab 2013 beginnend mit neuen Organisationen und später mit der Umwandlung bestehender Charities.
Am 4. März 2013 ermöglichte es die Charity Commission for England and Wales der ersten Charity, ihre Rechtsform in eine CIO zu ändern. Die Organisation hatte in der Umstellung später Probleme, Eigentum zu übertragen und langfristige Darlehen zu transferieren und musste aufgrund von mangelndem Spendenaufkommen die Aktivitäten einstellen. Eine andere Charity versuchte die Umstellung, kehrte aber wegen der Umstände der Umstellung zum vorherigen Business Modell zurück. Im Mai 2019 waren in England und Wales rd. 17'000 CIOs gemeldet.